# Paspalum batianoffii
Paspalum batianoffii är en gräsart som beskrevs av Bryan Kenneth Simon. Paspalum batianoffii ingår i släktet tvillinghirser, och familjen gräs. Inga underarter finns listade i Catalogue of Life.